# Antonio Bordalonga
Antonio Bordalonga (f. 1858) fue un presbítero y maestro de capilla español.

## Biografía
Nació en la localidad alicantina de Castalla. Completó sus estudios musicales en el Conservatorio de Madrid, donde tuvo a Ramón Carnicer y Batlle de maestro de composición y a Román Jimeno e Ibáñez de órgano. Fue presbítero y maestro de capilla de la catedral de Santiago de Cuba, plaza que ganó por oposición en 1853. Bordalonga, que dejó varias obras sagradas, falleció el 6 de abril de 1858 en Santiago de Cuba.